# Davey O'Brien
Robert David O'Brien (Dallas, 22 giugno 1917 – Fort Worth, 18 novembre 1977) è stato un giocatore di football americano statunitense che ha giocato nel ruolo di quarterback per due stagioni per i Philadelphia Eagles della National Football League (NFL). Fu scelto come quarto assoluto del Draft NFL 1939. Al college giocò a football coi TCU Horned Frogs, vincendo l'Heisman Trophy nel 1938. Il Davey O'Brien Award, assegnato ogni al miglior quarterback nel football universitario, è rinominato in suo onore.

## Carriera professionistica
O'Brien fu scelto come quarto assoluto nel Draft 1939 dai Philadelphia Eagles, che gli assegnarono un bonus di 12.000 dollari e un contratto biennale. Nella sua prima stagione nella guidò la lega in yard passate, superando il precedente primato del suo compagno a TCU Sammy Baugh. Nel 1940 guidò la lega in diverse categorie nei passaggi, inclusi tentati e completati. Gli Eagles gli aumentarono lo stipendio di 2.000 dollari ma O'Brien optò per il ritiro dopo la stagione 1940.
Nella sua carriera professionistica, O'Brien completò 223 passaggi su 478 per 2.614 yard e 11 touchdown. Giocò anche come defensive back e punter, intercettando 4 passaggi per 92 yard e calciando 9 punt a una media di 40,7 yard l'uno.

## Palmarès
- Convocazioni al Pro Bowl: 1

1939
- Heisman Trophy - 1938
- Maxwell Award - 1938
- Walter Camp Award - 1938
- College Football Hall of Fame

## Statistiche
| Partite totali    | 22    |
| Yard lanciate     | 2.614 |
| Touchdown         | 11    |
| Intercetti subiti | 34    |
| Passer rating     | 41,8  |